# Kim Peek
Laurence Kim Peek (Salt Lake City, Utah, 11 de noviembre de 1951-Salt Lake City, Utah, 19 de diciembre de 2009), conocido simplemente como Kim Peek, fue un savant estadounidense. Es considerado por expertos como el más prodigioso de todos los sabios, además de ser el más reconocido popularmente.
Fue una persona que sorprendió al mundo entero con sus asombrosas capacidades intelectuales, a pesar de su incapacidad para realizar las tareas más básicas. El personaje que interpretó Dustin Hoffman en la película Rain Man (1988) está inspirado en él.

## Habilidades como 'savant'
Se denomina 'savant' a los virtuosos de las artes o de actividades de gran requerimiento intelectual.
Kim Peek nació con macrocefalia, un daño permanente del cerebelo y con agenesia de cuerpo calloso (el manojo de nervios que conecta ambos hemisferios del cerebro). 
Peek era capaz de recordar el 98 % de los 12.000 libros que había leído, siendo capaz de leer a la vez las dos páginas en ocho segundos (usando cada ojo para leer cada página), tardando apenas una hora en memorizar un libro. De este modo consiguió adquirir una enorme cantidad de conocimiento abarcando diversos ámbitos: desde la geografía hasta la literatura, pasando por música, historia y filosofía. Conocía de memoria todos los mapas de EE. UU., pudiendo responder exactamente cómo llegar de una ciudad a otra explicando detalladamente qué calles tomar. Su capacidad de almacenar información era virtualmente ilimitada, sin necesidad de llegar a entenderla. 
Kim fue objeto de diversos estudios de la Sociedad Médica de Wisconsin. Por sí mismo apenas podía abrocharse la camisa y era una persona dependiente; no tuvo noción de los datos que almacenaba ni podía interpretar un poema o extraer una conclusión de un libro, incluso tras memorizarlo por completo. Además de todo esto, Kim carecía de aptitudes musicales debido a sus limitadas capacidades motrices, pero era capaz de escuchar cualquier canción y tocarla en un piano, y  de reconocer el autor de miles de piezas musicales escuchando unos pocos segundos.

## Investigación científica
En 2004 la NASA examinó a Peek con una serie de exámenes mientras se le grababa mediante tomografía y resonancia magnética para intentar recrear una visión tridimensional de la estructura de su cerebro. Fue la primera tentativa no-invasiva mediante el uso de tecnología moderna para intentar descubrir por qué una persona con un cerebro discapacitado es capaz de hacer tales cosas, puesto que se supone que existe esa capacidad latente en cualquier cerebro, y para investigar más a fondo las capacidades «savant» de Peek.
En 2008 un estudio concluyó que Peek probablemente tenía síndrome FG, un raro síndrome genético ligado al cromosoma X que causa anomalías físicas, tales como hipotonía (bajo tono muscular) y macrocefalia (cabeza anormalmente grande).

## Relaciones humanas

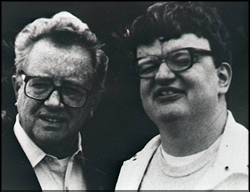
Kim Peek con su padre

A diferencia de otros savants, Kim había mostrado una gran progresión social, relacionándose con gente desconocida por medio de sus demostraciones. Tenía un calendario exacto de 10 000 años en la cabeza con lo cual era fácil para él decirle a cualquier persona tras oír su fecha de nacimiento qué día de la semana nació y cuándo se jubilaría; igualmente respondía a cualquier cálculo matemático. Todo aquello despertaba la admiración de cuantos le escuchaban.
Peek fue entrevistado en televisión a raíz de la película Rain Man, cuyo guion fue escrito por Barry Morrow, quien tras conocerle personalmente escribió el guion dirigido por Barry Levinson.

## Muerte
El 19 de diciembre de 2009, Peek falleció debido a un ataque al corazón. En el momento de su muerte se encontraron unos escritos que aún no han sido revelados.